# Parco archeologico del Lago dell'Accesa
Il Parco archeologico del Lago dell'Accesa è un'area archeologica situata in località La Pesta, nei pressi del lago dell'Accesa, nel comune di Massa Marittima (GR).

## Storia
L'area del lago dell'Accesa fu scavata per la prima volta nel corso di tre campagne tra il 1922 e il 1936, sotto la guida dell'archeologo Doro Levi e con la collaborazione di Gaetano Badii (Sodacavalli, Macchia del Monte, Podere Nuovo, Campo al Ginepro). Un sistematico lavoro volto a riportare alla luce l'intera area archeologica iniziò nel 1980 ad opera dell'Università di Firenze sotto l'egida di Giovannangelo Camporeale, quando furono rinvenuti numerosi insediamenti abitativi che documentano un lungo periodo storico dal IX al VI secolo a.C. Negli anni tra il 1991 e il 1992 è stata riportata alla luce la necropoli di Podere del Lago. Nel 2001 viene ufficialmente istituito il Parco archeologico del lago dell'Accesa, che interessa una vasta zona coperta da un bosco di lecci, ornelli e querce di grande valore naturalistico, con la realizzazione di sentieri attrezzati dotati di pannelli esplicativi che ne facilitano la visita. Dal 2004 è inserito nella rete museale provinciale Musei di Maremma.

## Caratteristiche
L'insediamento, data la sua posizione in vicinanza delle miniere, del lago e dei fiumi Bruna e Sovata, oltre che per la presenza di un terreno adatto a favorire l'agricoltura, si è sviluppato e popolato notevolmente, rimanendo abitato fino al I secolo d.C., già in pieno periodo romano-imperiale; ulteriori testimonianze hanno dimostrato inoltre che l'insediamento era già attivo sin dal Paleolitico. Sono però i secoli del periodo etrusco (IX-VI sec. a.C.) quelli che hanno visto la nascita di una vera e propria rete di piccoli villaggi con rispettive necropoli, articolata in quartieri distanti l'uno dall'altro alcune centinaia di metri, originariamente disposti lungo le sponde del lago o nelle immediate vicinanze (oggi la distanza è maggiore in seguito ad alcuni lavori all'alveo del Bruna nel 1912 che hanno diminuito il livello del lago). Le case dei villaggi dell'Accesa avevano dimensioni diverse a seconda del rango di chi le abitava, e mostrano diverse fasi di costruzione e di restauro da parte degli stessi abitanti. Il grande insediamento dell'Accesa doveva dipendere inoltre da Vetulonia ed avere un'economia basata sullo sfruttamento dei giacimenti metalliferi di Serrabottini, Fenice e Capanne: il collegamento tra il lago e la città vetuloniese era facilitato dal fiume Bruna, che nasce proprio dal lago dell'Accesa. Sconosciuto è il motivo della decadenza e scomparsa di questo ricco insediamento.

## Gli insediamenti abitativi
Gli insediamenti abitativi sono stati contraddistinti dagli studiosi dalle lettere A, B, C, D e E, mentre le tombe con una numerazione romana. I reperti (oggetti, corredi) rinvenuti presso gli abitati o presso le tombe sono oggi custoditi in buona parte al Museo archeologico di Massa Marittima.

### Quartiere A
Il cosiddetto quartiere A si trova sulle ultime pendici nord-occidentali della collina di Macchia del Monte, nelle vicinanze del fiume Bruna. Sono visibili le fondamenta degli edifici, demoliti, ricostruiti e riadattati più volte nel corso del VI secolo a.C., a carattere abitativo e di grandi dimensioni: si possono contare una gran numero di vani, da tre a sette, e si pensa quindi che potessero essere appartenuti a famiglie di ceto medio-alto.

### Quartiere B
Il quartiere B è sicuramente il più interessante, adagiato sul crinale della collina di Macchia del Monte e ricco di reperti riferibili ai primi decenni del VI secolo a.C., formato da nove complessi abitativi, di cui restano solo le fondamenta: vi sono case di grandi dimensioni, composte da sette vani, sul versante meridionale, e altre più piccole sul versante opposto, che testimoniano come questo villaggio fosse più socialmente articolato rispetto agli altri, con una mescolanza di ceti alti e bassi. La casa più grande e appartata dell'insediamento fa supporre che fosse la dimora di una personalità più importante all'interno della comunità. Alcune tombe del VII secolo a.C. sono state rinvenute all'interno dell'abitato, cosa inusuale che fa pensare al quartiere B come un insediamento più "moderno" costruito sopra una precedente area abitativa dotata di necropoli.
La necropoli di questo quartiere è situata in direzione dei Forni dell'Accesa ed è datata al VI secolo a.C.: si possono individuare tre tombe della tipologia a camera ed una della tipologia a fossa.

### Quartiere C
Il quartiere C, già necropoli tra l'VIII e VII secolo a.C. (come testimoniano alcune tombe a fossa e a tumulo ancora visibili), fu adibito a funzione abitativa e artigianale a partire dalla fine del VII secolo a.C., come documentato dai forni per metalli e minerali qui rinvenuti. Tra tutti i quartieri dell'area archeologica è quello situato più vicino alle sponde orientali del lago. I resti delle abitazioni (un solo vano) attestano una frequentazione da parte di un ceto medio-basso, probabilmente operai e artigiani addetti alla lavorazione dei metalli. Tra tutte, una spicca per le dimensioni poco più ampie e una posizione più centrale: forse si trattava della dimora di un sovrintendente all'attività artigianale. Nelle vicinanze è stata rinvenuta anche una piccola necropoli.

### Quartiere D
Il cosiddetto quartiere D conserva le fondamenta di quattro edifici, unici resti di un villaggio più vasto fortemente compromesso dopo che durante la seconda guerra mondiale quest'area venne utilizzata per l'allestimento di un accampamento militare. Risalente al VII secolo a.C., pare abbia subito un ampliamento nel corso del secolo successivo, periodo al quale appartengono gli edifici ritrovati. Anche in questo caso sorgeva nella vicinanze la rispettiva necropoli.

## Le necropoli
Nel territorio del lago, oltre alle necropoli dipendenti dai quartieri abitativi, sono state rinvenute altre aree sepolcrali. La necropoli di Macchia del Monte, situata tra i quartieri C e D, dotata di quattro tombe databili tra la fine del VII e l'inizio del VI secolo a.C.; la necropoli di Podere del Lago, sulle sponde nord-orientali nelle immediate vicinanze della Tenuta la Tabaccaia, composta da nove tombe (cinque tombe a fossa, due tombe a circolo e due a camera), databili dalla seconda metà dell'VIII secolo alla prima metà del VI secolo a.C.; la necropoli del fosso Sodacavalli, lungo la strada provinciale a nord del lago, composta da quindici sepolture di diverse epoche dal IX al VI secolo a.C.; la necropoli di Campo al Ginepro, poco distante da quella di Sodacavalli, contenente una tomba a fossa della seconda metà del VII secolo a.C. ricca di corredi oggi esposti al museo di Massa Marittima; e la necropoli di Podere Nuovo, composta da due tombe a fossa.